# Stoppkodon
Ett stoppkodon är ett kodon, det vill säga tre på varandra följande nukleotider i en mRNA-molekyl, som talar om för ribosomen att translationen skall avbrytas. Proteiner är uppbyggda av polypeptider, vilka är unika sekvenser av olika aminosyror. De flesta kodon i mRNA motsvarar tillägget av en aminosyra till en växande polypeptidkedja i ribosomerna. Stoppkodon kodar dock inte för någon aminosyra, utan bara för terminering av translationen. De får alltså ribosomen att stanna upp, och släppa iväg den färdiga kedjan. Med ett fåtal undantag utgörs stoppkodonen av kombinationerna UAA, UAG och UGA (TAA, TAG och TGA i DNA-kod).

## Mutationer
Nonsensmutationer är förändringar i DNA:t som introducerar ett stoppkodon tidigare i DNA-sekvensen än där det funnits från början. Detta medför att proteiner vid translationen blir avkortade, och ofta förlorar proteinet då sin funktion. Stoppkodon kallas till följd av detta ibland för nonsenskodon.
Olika stoppkodon har fått olika namn, för att visa att de korresponderar med specifika typer av mutationer, vilka beter sig på liknande sätt. Mutanter av dessa slag isolerades först bland virus som angriper den mänskliga tarmbakterien Escherichia coli.
Bernstensmutationer (UAG)var de första nonsensmutationerna som upptäcktes. De kallas så för att Richard Epstein och Charles Steinberg, som först lyckades isolera dem, namngav dem efter sin gemensamma vän Harris Bernstein.
Virus med bernstensmutationer karakteriseras av att de bara infekterar vissa bakterier, som i sin tur bär på en egen mutation, som möjliggör att de defekta proteinerna i virusen återfår sin funktion.
Ockramutationer (UAA)upptäcktes senare, och fick sitt färgnamn för att passa ihop med bernstensmutationernas engelska namn, "amber mutations" ("amber" används ofta om färgen på bernsten).
Opalmutationer (UGA)upptäcktes kort efter ockra.

## Dolda stopp
Det finns även något som kallas för dolda stopp. Dessa är kodon som bara avläses som stoppkodon om translationen sker med en förskjutning på +1 eller -1. En sådan förskjutning gör att hela sekvensen avläses annorlunda, och ett stoppkodon som då avbryter translationen i förtid tros minska slöseriet av resurser vid tillverkningen av icke-funktionella proteiner, och förhindra att potentiella cellgifter av misstag produceras.